# Su-En
Susanna Maria Margareta Åkerlund, född 1 november 1966, är en svensk koreograf och dansare, utbildad inom danskonsten butoh. Hon är verksam under artistnamnet Su-En.

## Biografi
Åkerlund studerade 1988–1994 butoh för Yoko Ashikawa i Tokyo, där hon var lärling till Tomoe Shizune och Hakutobogruppen och därefter tog artistnamnet Su-En. Hon grundade 1992 Su-En Butoh Company i Japan, och verksamheten har sedan 1997 sin bas i svenska Haglund i Almunge (utanför Uppsala). Aktiviteterna omfattar koreograferade verk, kortare improviserade föreställningar, olika samarbetsprojekt, workshops och föreläsningar både i Sverige och utomlands. Hon har också utgått från olika miljöer i sina verk såsom Skrotcentralen i Uppsala, Svedbergslaboratoriet och Anatomiska teatern. 
Su-En har beskrivit butoh som "rå, absurd och poetisk på gång – en konstform där kroppen står i centrum. Kroppen är konstverket". "Butoh är kroppskonst snarare än dans".
Su-Ens verk har främst utgått från butoh, men många soloverk har haft inriktning mot body art och performance. Hon har ingått i olika former av samarbeten, turnerat i över femton länder, skapat filmer och barnföreställningar, exempelvis Sprätt hönskabaret. 
Hon utgav år 2003 boken Butoh – kroppen och världen, om sin butohmetod och konstnärskap.
Su-En undervisar och föreläser över stora delar av världen. Se-En Butoh Company utexaminerar, inom ramen för kompaniets lärlingsprogram, dansare i Su-En Butoh Metod efter flera års intensiva studier.
Sedan 2004 samarbetar hon med aktionskonstnären Hans T. Sternudd i duon Children of Guts, vilken har presenterat verk på flera internationella performancekonstfestivaler. Mellan 2006 och 2014 var hon kurator för Friktioner – Internationell performancekonst festival, med Uppsala konstmuseum som huvudman. Sedan 2013 är hon kurator för K.R.O.P.P, plattform för danskonst på Uppsala Konsert & Kongress.

## Utmärkelser
- 2011 – Naoya Uchimura-priset[6] för spridning av japansk kultur utanför Japan
- 2011 – Cora-priset som bästa gränsöverskridande kvinnlig kulturutövare i Sverige[7]
- 2012 – Uppsala kommuns hedersmedalj[8]
- 2013 – Konstnärsnämndens 10-åriga arbetsstipendium[9]
- 2018 – Uppsala kommuns hedersstipendium[10]